# Taranto Open 1984
Taranto Open 1984 — тенісний турнір, що проходив на відкритих кортах з ґрунтовим покриттям у Таранто (Італія). Належав до Світової чемпіонської серії Вірджинії Слімс 1984. Тривав з 23 до 29 квітня 1984 року. Сандра Чеккіні здобула титул в одиночному розряді.

## Фінальна частина

### Одиночний розряд
Сандра Чеккіні —  Сабрина Голеш 6–2, 7–5
- Для Чеккіні це був 1-й титул у кар'єрі.

### Парний розряд
Сабрина Голеш /  Петра Губер —  Elisa Eliseenko /  Natascia Reva 6–3, 6–3
- Для Голеш це був 1-й титул у кар'єрі. Для Губер це був 1-й титул у кар'єрі.